# Biskup sufragan
Biskup sufragan (łac. episcopus suffraganeus) – biskup diecezjalny sufraganii, czyli diecezji lub archidiecezji należącej do metropolii, a niebędącej stolicą metropolitalną. 
Biskup sufraganii jest sufraganem względem metropolity. 
Sufraganem nie jest biskup diecezji podlegającej bezpośrednio Stolicy Apostolskiej (episcopus exemptus). 

## Znaczenie historyczne i potoczne
Określenia tego używa się czasem w kontekście nieformalnym w odniesieniu do biskupów pomocniczych (episcopus auxiliaris, vicarius in pontificalibus).